# 黒田半平
黒田 半平（くろだ はんぺい、生没年不詳）は、戦国時代の武将。織田信長の家臣。

## 略歴
『信長公記』には弘治2年（1556年）の稲生の戦いに従軍したことが記されている。半平は林美作守との一騎打ちに挑み、左手を打ち落とされたという。しかし直後に半平との戦いで疲弊した林に信長が挑み、自らこれを討ち取ったという。